# Специальный представитель Генерального секретаря ООН по Западной Сахаре
Специальный представитель Генерального секретаря по Западной Сахаре (англ. Special Representative of the Secretary-General for Western Sahara) — представитель Генерального секретаря ООН, назначенный по постановлению Совета Безопасности ООН для координации работы по Западной Сахаре.

## История
20 сентября 1988 года СБ ООН постановил уполномочить Генсекретаря ООН назначить специального представителя для Западной Сахары с целью содействия в подготовке доклада о проведении референдума касаемо самоопределения народа Западной Сахары и осуществления надзора над проведением референдума со стороны ООН и ОАЕ.

## Список Специальных представителей
- Эспиэль, Эктор (1988—1990)[3]
- Йоханес Манц (1990—1991)
- Якуб-Хан, Сахабзада (1991—1995)
- Эрик Дженсен (заместитель) (1995—1998)
- Чарльз Франклин Данбар (1998—1999)
- Уильям Иглтон (1999—2001)
- Уильям Свинг (2001—2003)
- Альваро де Сото (2003—2005)
- Франческо Бастальи (2005—2006)
- Джулиан Харстон (2007—2009)[4]
- Хани Абдель-Азиз (2009—2012)[5]
- Вольфганг Вайсброд-Вебер (2012—2014)[6]
- Ким Болдук (2014—2017)[7]
- Колин Стюарт (2017—2021[8])
- Александр Иванько[9] (2021 г. по настоящее время)